# Danmarks grevskap
Grevskap infördes i Danmark 1671 för grevar som innehade tillräckligt stora gods, varvid överhuvudet fick titeln länsgreve. Grevskapen avskaffades tillsammans med övriga privilegier för adeln i 1849 års grundlag, de fick dock enligt samma grundlagsparagraf och senare motsvarigheter i senare grundlagar behålla sina godsegendomar, men inga nya adelskap utdelades längre. Genom lensafløsningen 1919 skedde dock en stor förändring, varigenom enheterna upplöstes.
Även under medeltiden utdelades grevskap som förläningar till främst olika medlemmar av kungahuset.

## Medeltida grevskap
- Halland
  - Niels Valdemarsøn (död 1218), greve 1216-1218, son till kung Valdemar Sejr.
- Norra Halland (danska Nørrehalland)
  - Niels Nielsen (ca 1218-1251), greve 1241-1251, son till Niels Valdemarsøn och Oda av Schwerin (död tidigast 1283).
  - Jacob Nielsen (död ca 1310), greve 1283-1305, son till Niels Nielsen.

## Senare grevskap
- Grevskapet Brahesminde.
- Grevskapet Bregentved i nuvarande Faxe kommun på Själland.
- Grevskapet Christiansholm på Lolland.
- Grevskapet Christianssæde på Lolland.
- Grevskapet Frijsenborg.
- Grevskapet Gyldensteen på Fyn.
- Grevskapet Hardenberg Reventlow.
- Grevskapet Holsteinborg i nuvarande Slagelse kommun på Själland.
- Grevskapet Knuthenborg på Lolland.
- Grevskapet Langeland
- Grevskapet Ledreborg på Fyn.
- Grevskapet Lerchenborg på Själland.
- Grevskapet Lindenborg, på Himmerland, Nordjylland.
- Grevskapet Muckadell.
- Det grevliga fideikommisset Rantzau.
- Grevskapet Reventlow.
- Grevskapet Roepstorff.
- Grevskapet Samsø
- Grevskapet Schackenborg, vid Tønder i Sønderjylland.
- Det grevliga fideikommisset Scheel-Plessen
- Grevskapet Wedellsborg i nuvarande Middelfarts kommun på Fyn.